# Pinkenburg

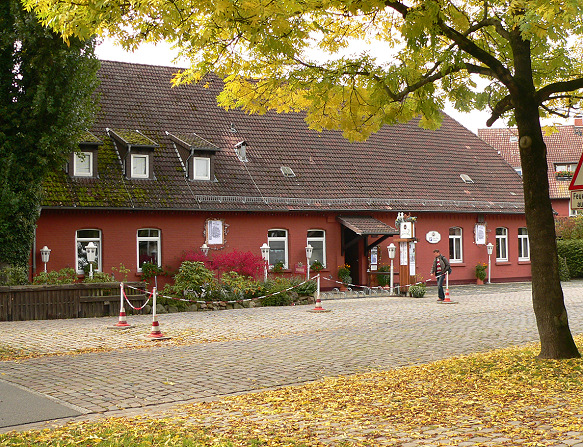
Ehemaliges Warthaus Pinkenburg, zum Aufnahmezeitpunkt noch Gaststätte, 2008

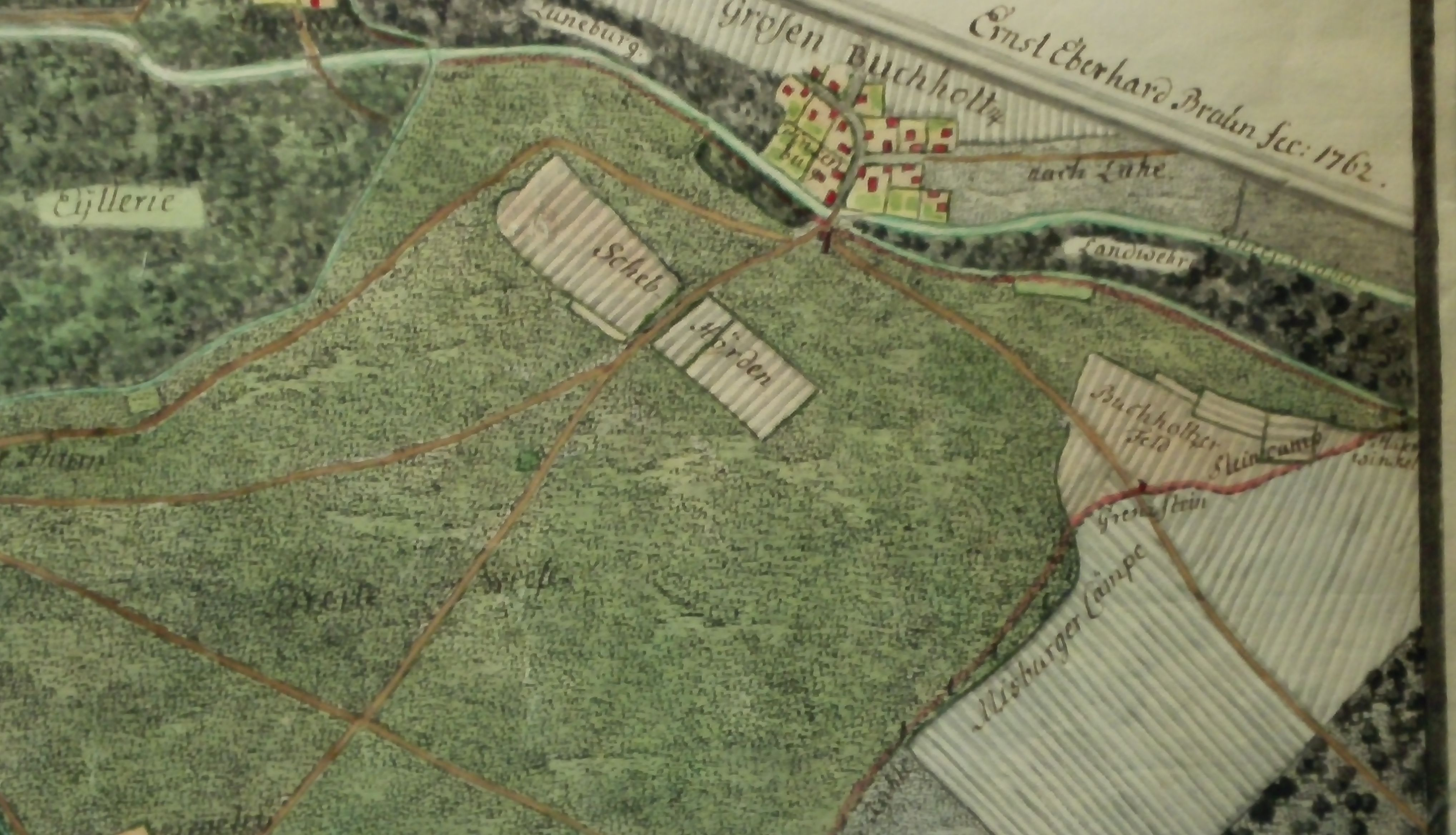
Hannoversche Landwehr und Pinkenburg, dargestellt in einen Plan der Stadt Hannover von Ernest Eberhard Braun aus dem Jahr 1762

Die Pinkenburg in Hannover im Stadtteil Groß-Buchholz war eine 1341 erstmals erwähnte und 1387 abgebrochene Warte der Hannoverschen Landwehr. Aus ihr entwickelte sich im Laufe der Zeit ein Warthaus, das sich im Laufe der Jahrhunderte von einer Zollstation zu einer Gaststätte wandelte. Das Gebäude liegt an der Pinkenburger Straße nahe an der Ecke Pinkenburger Gang. Beide Straßen erhielten ihren Namen nach der Pinkenburg.

## Name
Der Ursprung des Namens Pinkenburg beruht darauf, dass das Warthaus Teil der Landwehr war, die in ihrer Entstehungszeit dem Schutz gegen das verfeindete Bistum Hildesheim diente. Damals wurde bei Angriffen oder Feuer durch Schlagen einer Metallstange Alarm gegeben. Dies wurde, abgeleitet vom Geräusch, als „pinken“ bezeichnet. Laut dem deutschen Wörterbuch von Jacob Grimm und Wilhelm Grimm von 1854 steht „pinken“ für „den ton ‚pink‘ hervorbringen“, bzw. „hämmern, auf den ambos klopfen wie die schmiede“. Das Wort Ping, das heute in Verbindung mit dem Sonar oder der Datenübertragung verwendet wird, lässt sich etymologisch ebenfalls von dem altdeutschen „pinken“ ableiten.
Vermutlich wurde es durch die Angelsachsen in den englischen Sprachraum getragen und wird dort Mitte des 19. Jahrhunderts erstmals beschrieben als “to produce a sharp sound like that of a bullet striking a sheet of metal” (deutsch: „einen spitzen Ton produzieren, ähnlich dem eines auf eine Metallplatte treffenden Geschosses.“)

## Geschichte
In der Mitte des 14. Jahrhunderts entstand vor dem Hintergrund des Lüneburger Erbfolgekrieges zum Schutz von Hannover eine Landwehr als vorgeschobenes Befestigungssystem mit Warttürmen und -häusern. Wahrscheinlich umgab die Landwehr ganz Hannover, erhalten haben sich nur Teile im Waldgebiet der Eilenriede. Die Pinkenburg lag am etwa 8 km langen Teilstück der 1341 entstandenen „Lüneburger Landwehr“ entlang dem Gewässer Schiffgraben. Sie führte vom früheren Warthaus Steuerndieb in der Eilenriede nach Nordosten bis zum Altwarmbüchener Moor. Der Verlauf entspricht in etwa dem des heutigen Messeschnellwegs.
An diesem Landwehrstück entstand die Warte Pinkenburg aus militärischen Gründen. An ihr befand sich die einzige Brücke über den Schiffgraben in einem mehrere Kilometer langen Bereich zwischen dem Moor und dem Warthaus Steuerndieb. Die Brücke an der Pinkenburg war mit vier Schlagbäumen gesichert und nachts verschlossen. Später diente die Pinkenburg als Zollstation, da vor allem Bier und Holz mit hohen Einfuhrzöllen belegt waren.

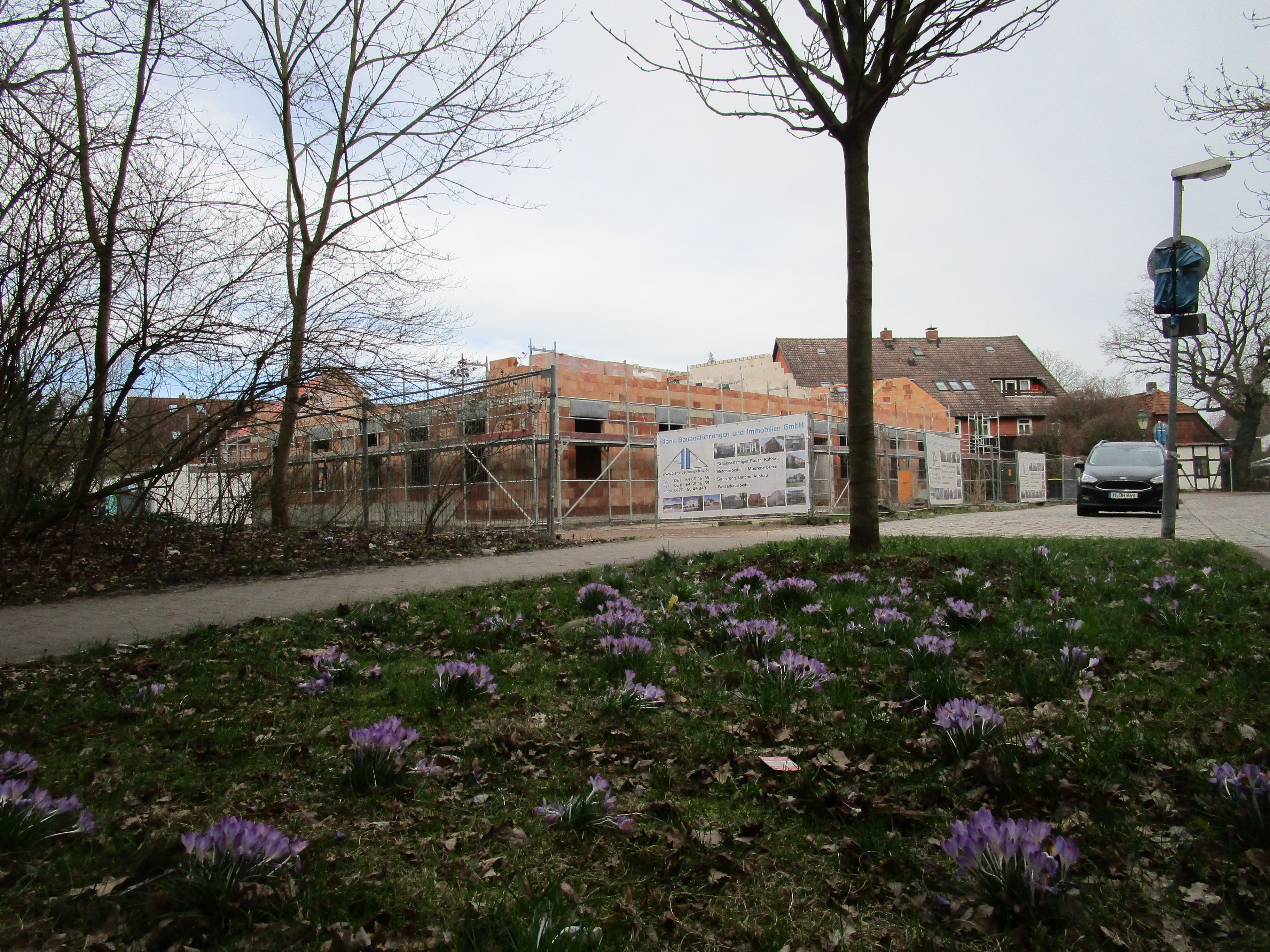
Ein Neubau in derselben Kubatur wie vor dem Abriss, März 2024

Ab 1689 wurde die Pinkenburg zu einer Landwirtschaft als Brinksitzerstelle mit sieben hannoverschen Morgen Land. Von der Anlage aus begann die früheste Besiedelung von Groß-Buchholz. Wie die anderen Warttürme und -häuser der hannoverschen Landwehr bekam auch die Pinkenburg im Laufe der Jahrhunderte einen gastronomischen Charakter. Im 19. Jahrhundert war sie ein Dorfkrug und bis 1865 einzige Gaststätte in Groß-Buchholz. Von  2001 an wurde sie „Bier- und Weinrestaurant“ genannt und ab 2015 bis zur Schließung 2017 bezeichnete sie sich als „Steak- und Schnitzelhaus“. 2021 sollte das nicht denkmalgeschützte Gebäude zu Wohnzwecken umgebaut werden. Um 2023 wurde es abgerissen, ein Neubau in derselben Kubatur wie das abgerissene Gebäude entsteht seit 2024.